# Carlo Bugatti
Carlo Bugatti (6. prosince 1855 Milán – 31. března 1940 Molsheim) byl italský umělecký truhlář a designer, později působící ve Francii. Byl otcem Ettora Bugattiho, zakladatele automobilky Bugatti.

## Život
Carlo Bugatti se narodil v Miláně. V roce 1875 ho jeho otec Giovanni Luigi Bugatti, sochař a architekt, zapsal na Akademii Brera a poté na École nationale supérieure des beaux-arts v Paříži. Matka se jmenovala Amalia Salvioniová. V roce 1880 se Carlo Bugatti oženil s Teresou Lorioliovou, se kterou měl tři děti: Ettora, Deanice (1883-1932) a Rembrandta. Po návratu do Itálie pracoval v dílně truhláře Mentastiho ve via San Marco v Miláně, než si v roce 1888 otevřel vlastní dílnu na via Castelfidardo 6.
Od raných let spolupracoval se svým přítelem Giovanni Segantinim, kterého poznal během studií na Breře a který se stal jeho švagrem po svatbě s Bugattiho sestrou Luigií, známou jako Bice. Spolupracoval i s dalšími talentovanými umělci, jako byli malíř Emilio Longoni a truhlář Eugenio Quarti.
V roce 1890 si Bugatti otevřel dílnu v Paříži, což přispělo k jeho mezinárodní slávě, která začala Italskou výstavou v Londýně v roce 1888, kde získal Velký čestný diplom, a která byla potvrzena na dalších výstavách, jako byla Světová výstava v Paříži v roce 1900 a výstava v Turíně (1902).
Po usazení v Paříži v roce 1903 se setkal s obchodníkem Adrienem A. Hébrardem (1865-1937), který ho přesvědčil, aby zkusil sochařství, a objednal si u Bugattiho předměty a ozdoby včetně fantastického bestiáře, který Hébrard vystavil ve své galerii v roce 1907. Po odchodu z Paříže v roce 1910 se Bugatti přestěhoval do obce Pierrefonds, kde se stal starostou.
Poslední roky Bugattiho života poznamenaly tragické události: sebevražda jeho syna Rembrandta v roce 1916, smrt dcery Deanice a nakonec i jeho manželky Terezy. V roce 1935 se po těchto ztrátách rozhodl přestěhovat do Alsaska do Molsheimu, kde jeho syn Ettore založil slavnou automobilku Bugatti. Zde v roce 1940 Carlo Bugatti zemřel a odpočívá na hřbitově Dettwiller.
Bugattiho nábytek vyniká kvalitou použitých materiálů a originálními liniemi, jejichž orientální tvary připomínají exoticko-maurský vkus.
Jeho díla jsou uložena v mnoha známých muzeích, jako Musée d'Orsay v Paříži, Victoria and Albert Museum v Londýně, Museo delle Arti Decorative del Castello Sforzesco v Miláně, Metropolitní muzeum a Brooklyn Museum v New Yorku, Montreal Museum of Fine Arts v Montrealu a Wolfson Collection v Miami.

## Galerie

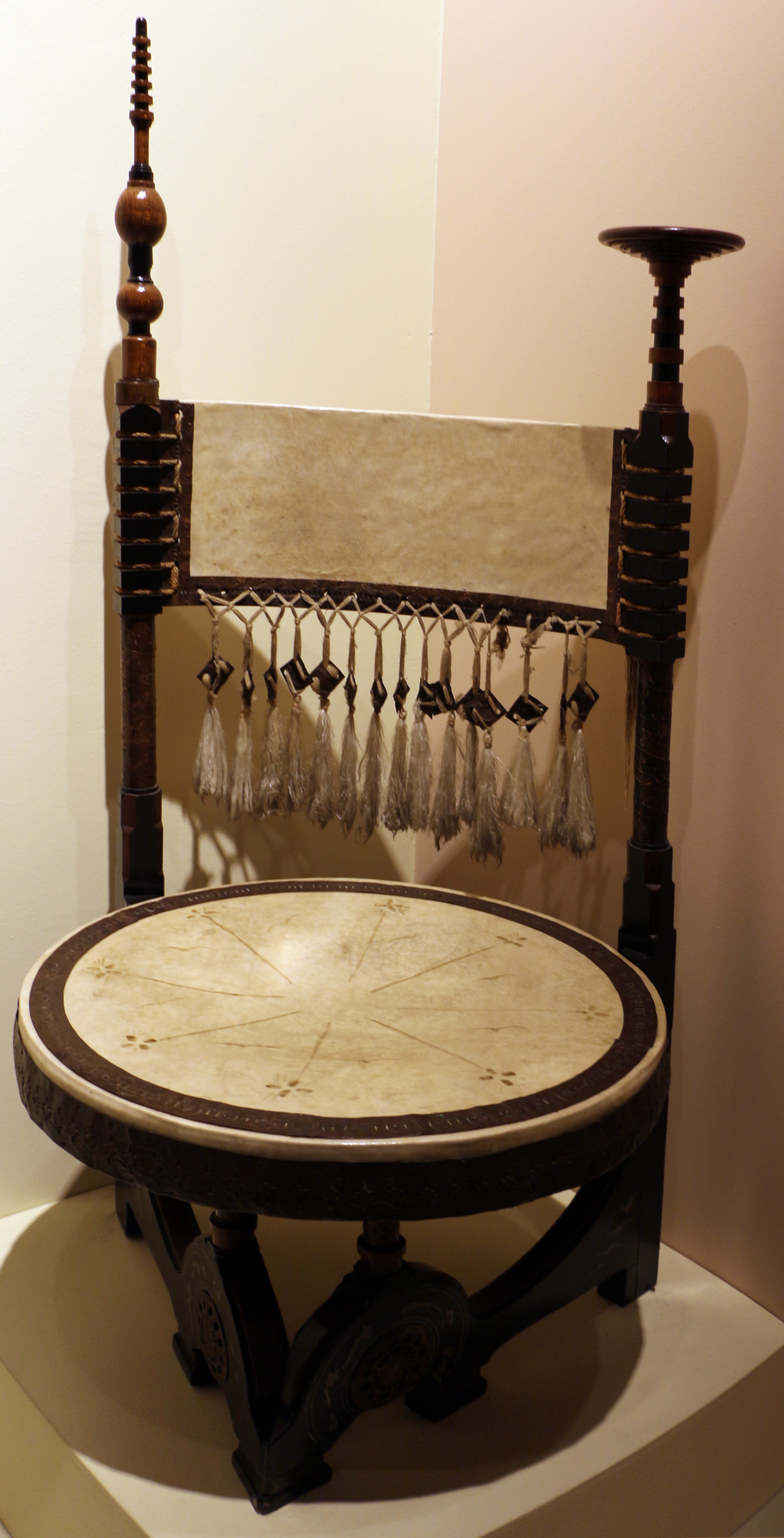
Křeslo, 1902; dvoubarevné dřevo s kovovými a měděnými vložkami, malovaný pergamen a ozdoby
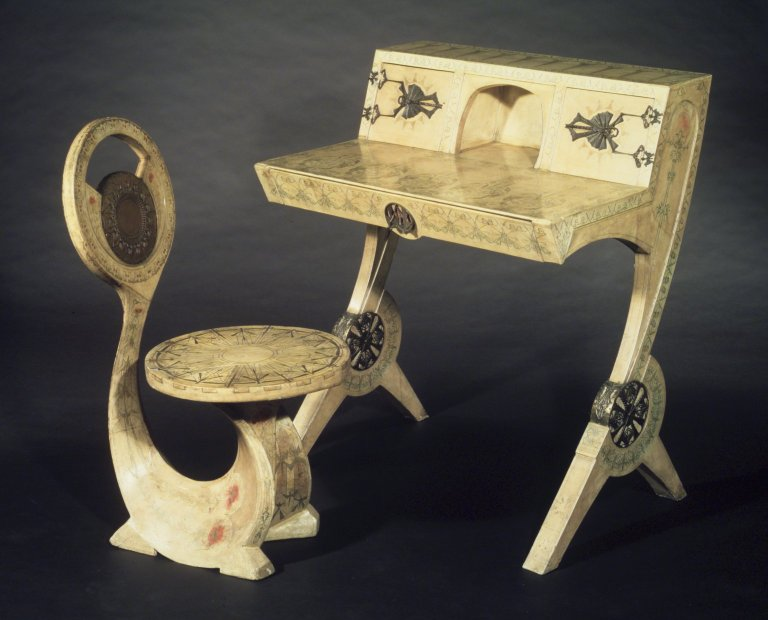
Židle a psací stůl Cobra, 1902, Brooklynské muzeum
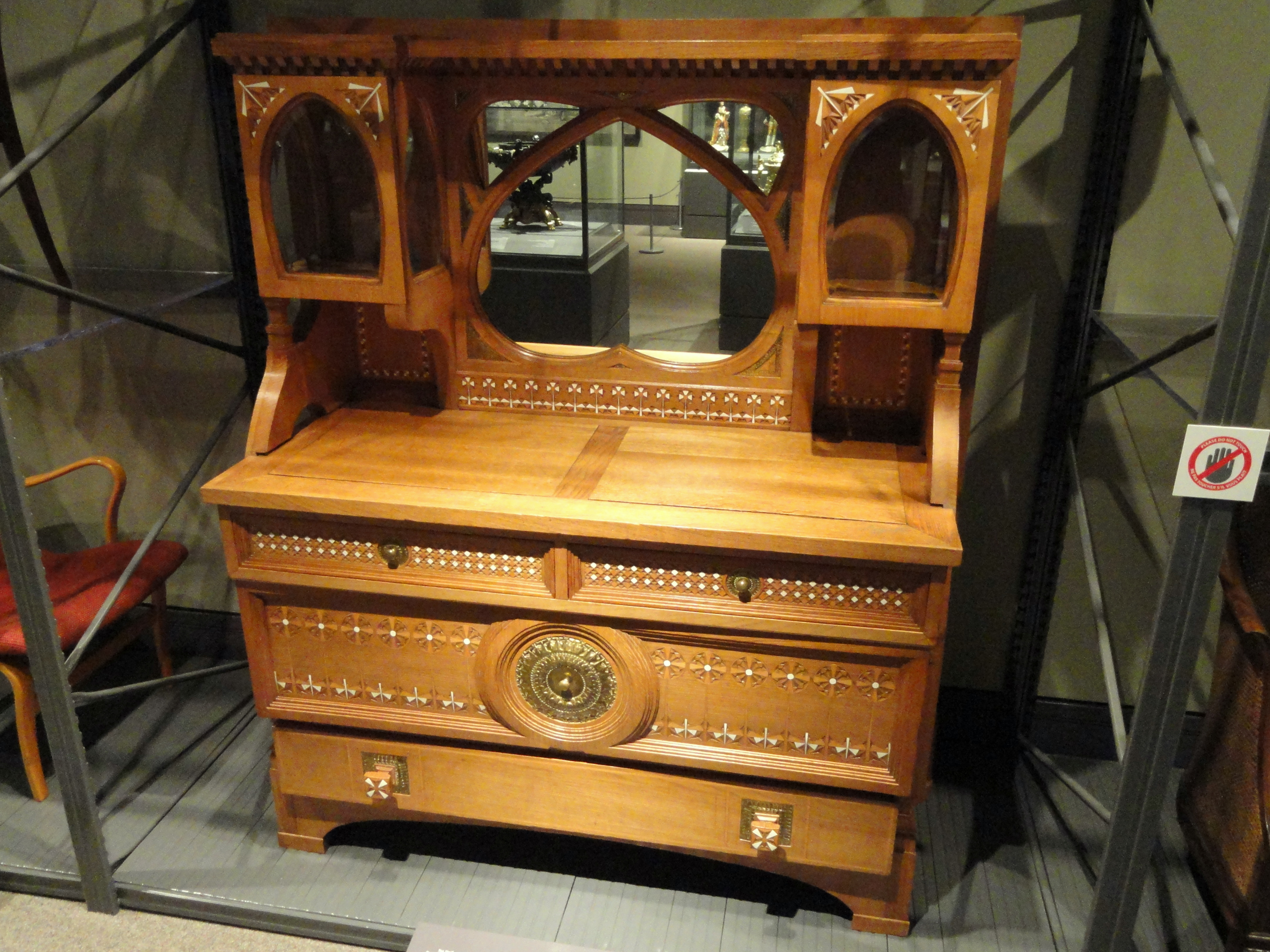
Příborník, 1904, navrženo pro vlastní potřebu, Královské muzeum Ontario
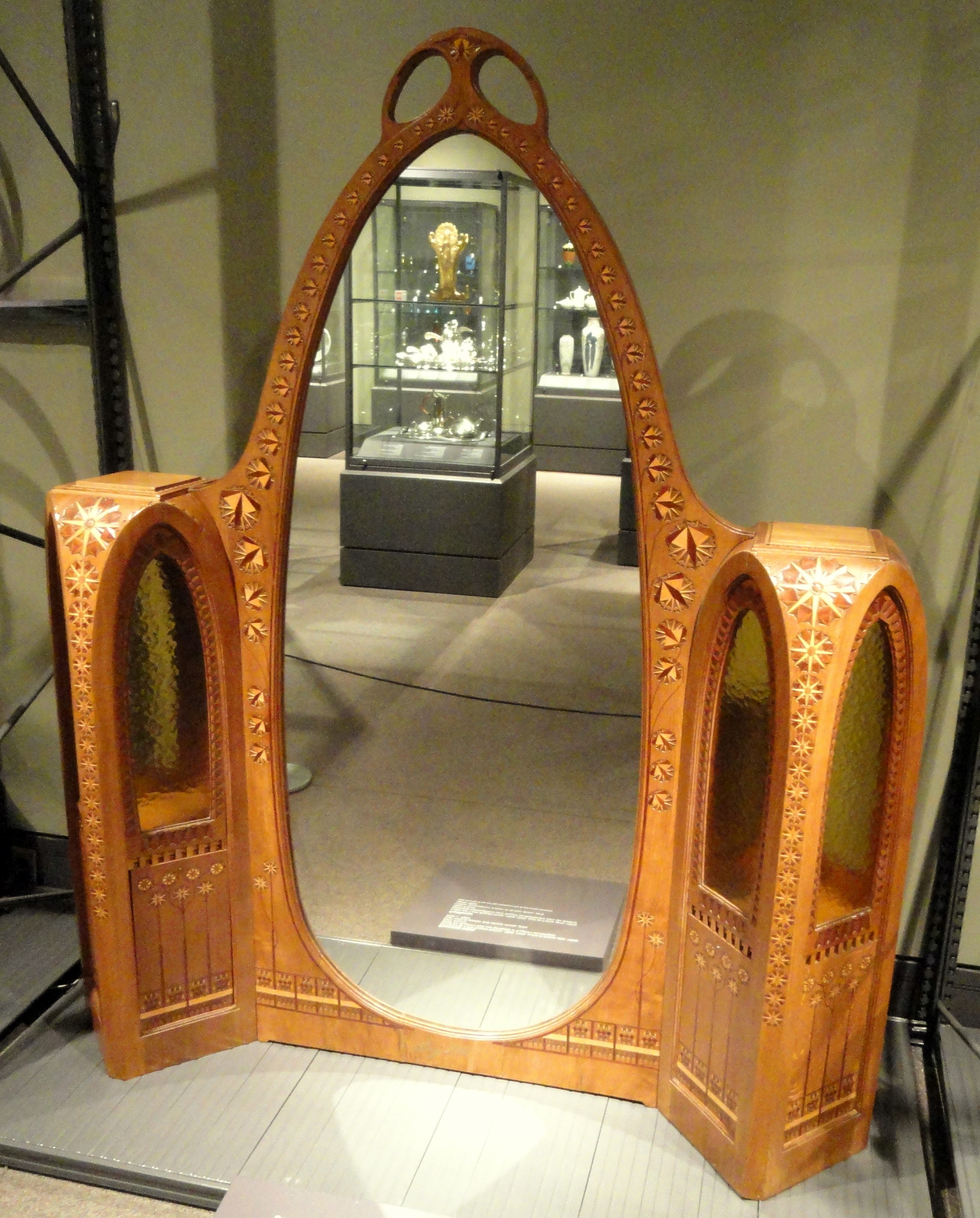
Zrcadlo, 1904, navrženo pro vlastní potřebu, Královské muzeum Ontario
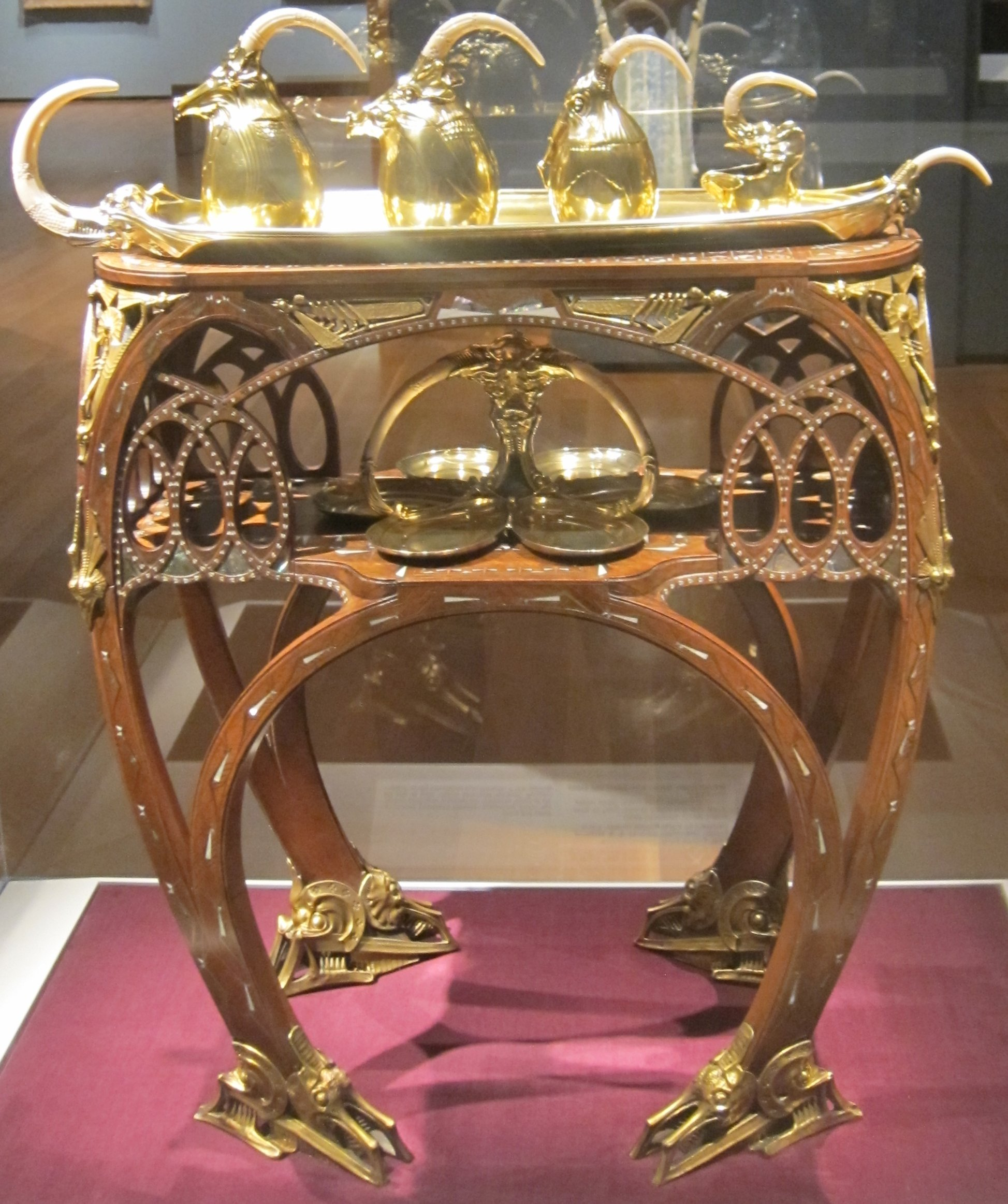
Stříbrný čajový a kávový servis s podnosem a stolem, 1907
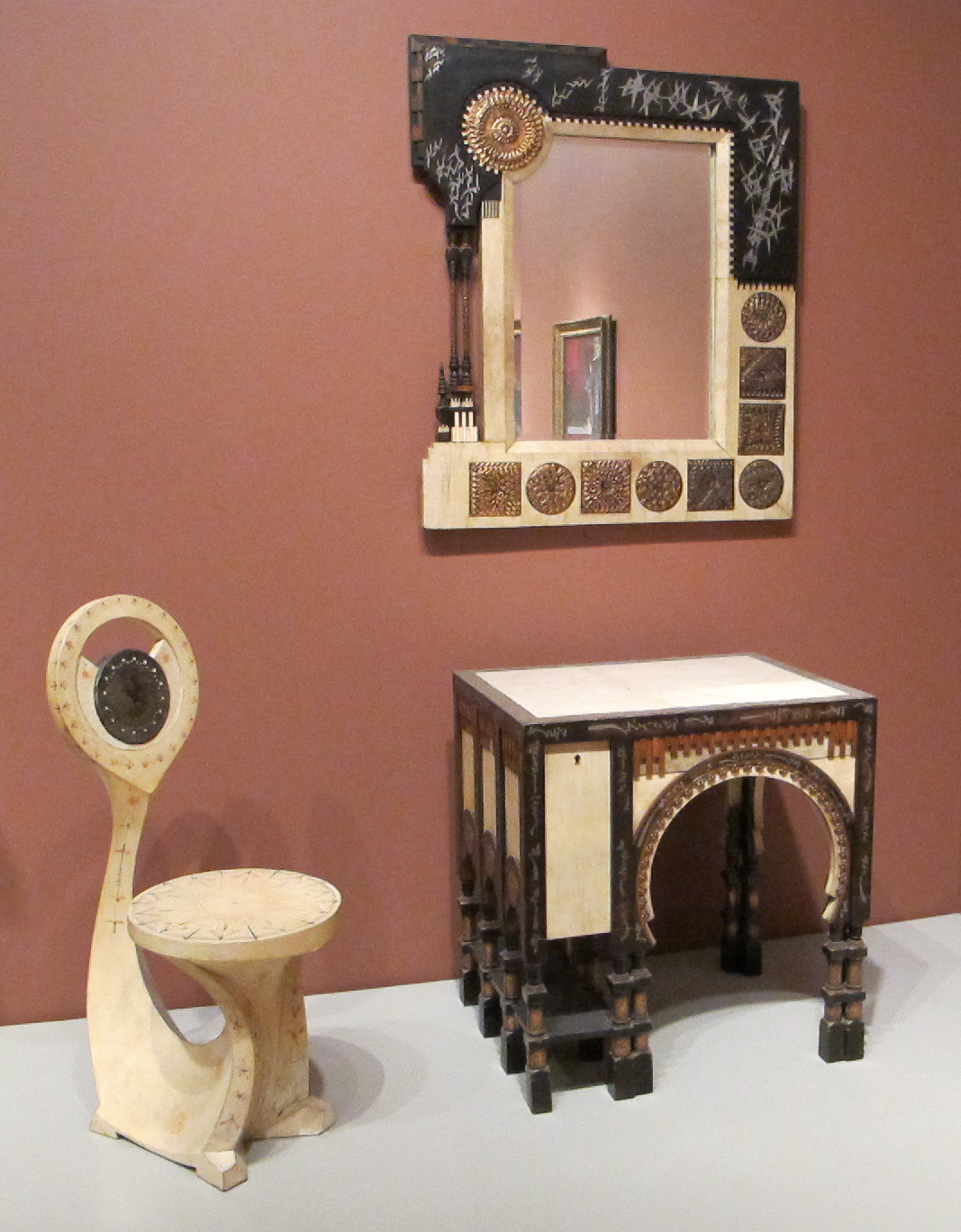
Židle, stůl a zrcadlo Cobra, Institut umění v Chicagu
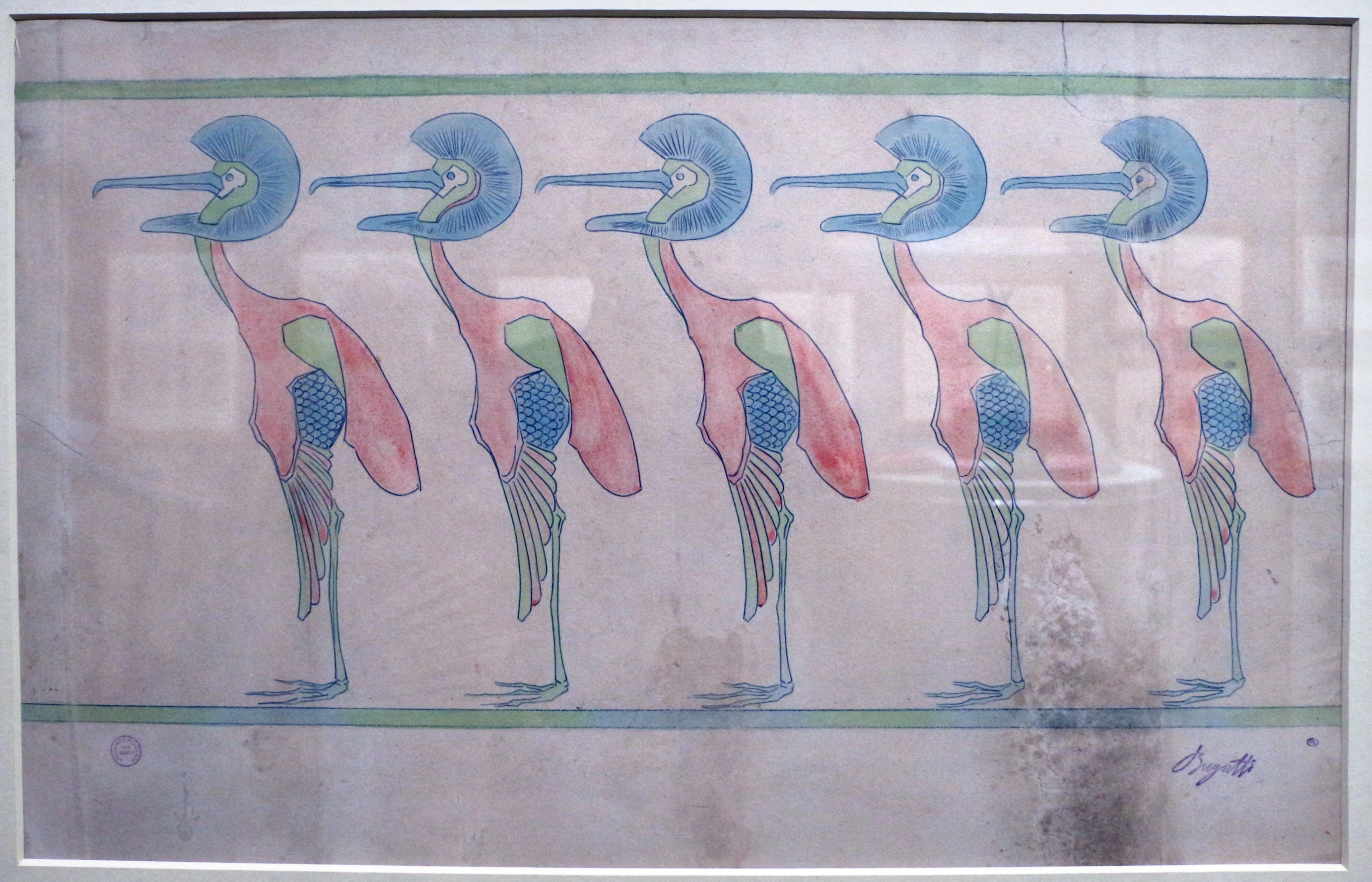
Pět studií Jeřáb, 1904-1910, Paříž, Muzeum Orsay
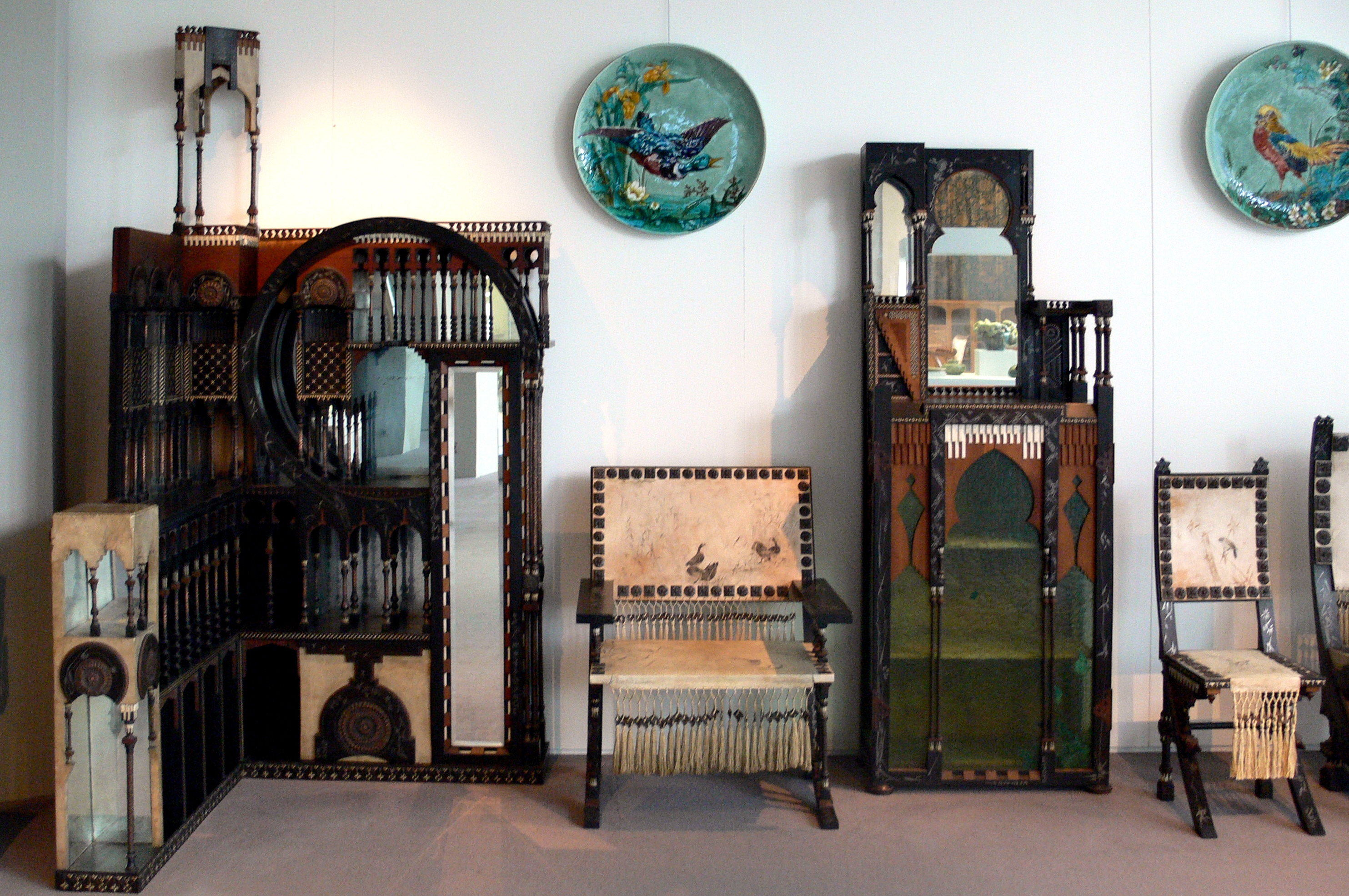
Místnost věnovaná nábytku Carla Bugattiho, Drážďany, Uměleckoprůmyslové muzeum (KGM)